# Donja Pecka
Donja Pecka (en serbe cyrillique : Доња Пецка) est un village de Bosnie-Herzégovine. Il est situé dans la municipalité de Mrkonjić Grad et dans la république serbe de Bosnie. Selon les premiers résultats du recensement bosnien de 2013, il compte 22 habitants.

## Géographie
Donja Pecka est située à une altitude de 570 mètres. La rivière Sana, un affluent de l'Una, prend sa source sur le plateau qui domine le village.

## Démographie

### Évolution historique de la population dans la localité
| 1948 | 1953 | 1961 | 1971 | 1981 | 1991 | 2013 |
| ---- | ---- | ---- | ---- | ---- | ---- | ---- |
| -    | -    | 563  | 375  | 171  | 108, | 22   |

|  |

### Répartition de la population par nationalités (1991)
En 1991, les 108 habitants du village étaient tous serbes.

## Religion
L'église du Prophète-Saint-Élie, à Donja Pecka, a été construite en 1858 et restaurée en 2006.

## Personnalité
Milan Vasić (1928-2003), historien et membre de l'Académie des sciences et des arts de la République serbe, est né dans le village.